# Claudiu Tămăduianu
Claudiu Tămăduianu (ur. 2 października 1962 w Roșiorii de Vede) – rumuński zapaśnik walczący w stylu wolnym. Olimpijczyk z Seulu 1988, gdzie odpadł w eliminacjach w kategorii 74 kg.
Czterokrotny uczestnik mistrzostw świata; czwarty w 1990 i piąty w 1986. Zdobył dwa srebrne medale na mistrzostwach Europy, w 1986 i 1990 roku.
- Turniej w Seulu 1988

Pokonał Larsa Gustafssona ze Szwecji, Davida Harmona z Irlandii i Haithama Jibarę z Iraku. Przegrał z Adłanem Warajewem z ZSRR i Rachmatem Sofiadim z Bułgarii.